# Charles Spence Bate
Charles Spence Bate (* 16. März 1819 bei Truro, Cornwall; † 29. Juli 1889 in The Rock, South Brent, Devonshire) war ein britischer Zahnarzt und Zoologe. Er galt bei seinen Zeitgenossen als führender Experte auf dem Gebiet der Krebstiere. Er benutzte den Nachnamen Spence Bate, um sich von seinem Vater zu unterscheiden, wird aber auch als Bate zitiert.

## Leben
Bate praktizierte zuerst in Swansea als Zahnarzt und übernahm dann 1851 die Praxis seines Vaters in Plymouth. Daneben war er als Zoologe Spezialist für Krebstiere (Crustacea) und verfasste den entsprechenden Abschnitt in den Berichten der Challenger-Expedition der 1870er Jahre. Er arbeitete mit John Obadiah Westwood zusammen.
Bate war häufiger Korrespondent von Charles Darwin, der sich wie Spence Bate für Ruderfußkrebse interessierte.
Nach ihm benannt sind Pseudoparatanais batei (G. O. Sars 1882), Amphilochus spencebatei (Stebbing 1876), Scyllarus bagei (Holthuis 1946), Costa batei (Brady 1866) und Periclimenes batei (Holthuis 1959).
1861 wurde er Fellow der Royal Society. Er war Sekretär und 1861/62 und 1869/70 Präsident der Plymouth Institution und Kurator an deren Museum. 1885 war er Präsident der Odontological Society und einer der Gründer sowie 1863 Präsident der Devonshire Association.
Bate veröffentlichte auch viel über Zahnheilkunde.
Er liegt in Plymouth begraben.

## Schriften
- mit John Obadiah Westwood: A history of the British sessile-eyed Crustacea, 2 Bände, 1868
- Catalogue of the Specimens of the Amphipodous Crustacea, British Museum of Natural History 1862
- Report on the Crustacea Macrura dredged by H.M.S. Challenger during the years 1873 and 1876, im Report der Challenger Expedition (Herausgeber Charles Wyville Thomson, John Murray), Band 24, 1888